# Emiri Katō
Emiri Katō (jap. 加藤 英美里, Katō Emiri; * 26. November 1983 in Fussa) ist eine japanische Synchronsprecherin (Seiyū) und Sängerin.

## Leben
Emiri Katō machte ihre Ausbildung zur Synchronsprecherin an der Amusement Media Sōgō Gakuin, die sie 2004 abschloss; dann wurde sie von der Agentur 81 Produce unter Vertrag genommen.
Ihr Debüt als Synchronsprecherin hatte sie im selben Jahr mit einer kleinen Rolle in Kyō kara Maō! und später im Jahr gar die Hauptrolle in der Kinder-Animeserie Nepos Napos. Ihr Durchbruch kam 2006/2007 mit der Rolle der Momoko Akatsutsumi/Hyper Blossom in Demashita! Powerpuff Girls Z bzw. der Kagami Hiiragi in Lucky Star. Für diese wurde sie bei den 2. Seiyū Awards 2008 neben Yū Kobayashi als Beste Nachwuchssprecherin ausgezeichnet. Zudem wurde sie gemeinsam mit Aya Hirano, Kaori Fukuhara und Aya Endō für den von ihnen gesungenen Vorspanntitel Motteke! Sailor Fuku des Anime Lucky Star als Beste Sängerin ausgezeichnet. 2012 wurde sie bei den 6. Seiyū-Awards als Beste Sprecherin in einer Nebenrolle ausgezeichnet.
2008 begann sie zudem eine Musikkarriere, als sie bei Pony Canyon ihr erstes Studioalbum vivid veröffentlichte.

## Rollen (Auswahl)
| 2004 - Kyō kara Maō! (Doria), Debüt - Nepos Napos (Nepo) 2006 - Demashita! Powerpuff Girls Z (Momoko Akatsutsumi/Hyper Blossom) - Fushigiboshi no Futago-hime Gyu! (Chiffon) 2007 - Lucky Star (Kagami Hiiragi) 2008 - Akaneiro ni Somaru Saka (Karen Ayanokōji) - Kamen no Maid Guy (Eiko Izumi) - Kuroshitsuji (Maylene) - Soul Eater (Blair) - Telepathy Shōjo Ran Jiken Note (Ran Isozaki) 2009 - Sasameki Koto (Kiyori Torioi) - Needless (Disk) - Bakemonogatari (Mayoi Hachikuji) - Princess Lover! (Seika Hōjōin) - Metal Fight Beyblade (Kenta Yumiya) 2010 - Ōkami Kakushi (Isuzu Tsumuhana) - Kuroshitsuji II (Maylene) - Baka to Test to Shōkanjū (Hideyoshi Kinoshita, Yūko Kinoshita) - Metal Fight Beyblade: Baku (Kenta Yumiya) 2011 - Adoribu Anime Kenkyūjo (Raika) - Double-J (Sayo Arima) - Denpa Onna to Seishun Otoko (Ryūko Mifune) - Baka to Test to Shōkanjū Ni! (Hideyoshi Kinoshita, Yūko Kinoshita) - Happy Kappy (Kappy) - Ben-To (Ayame Shaga) - Honto ni Atta! Reibei-sensei (Eri Nitta) - Puella Magi Madoka Magica (Kyubey) - Metal Fight Beyblade 4D (Kenta Yumiya) - Yuru Yuri (Sakurako Ōmuro) 2012 - Tsuritama (Coco) - Nisemonogatari (Mayoi Hachikuji) - Busō Shinki (Kurara / Eukrante) - Medaka Box (Hansode Shiranui) - Medaka Box Abnormal (Hansode Shiranui) - Yuru Yuri!! (Sakurako Ōmuro) 2013 - Seiyū Sentai Voice Team 7 (Voice Five/Yū Dannō) - Sen’yū. (Hime-chan) - Sen’yū. 2 (Hime-chan) - Tamagotchi – Miracle Friends (Miraitchi) - Pretty Rhythm: Rainbow Live (Naru Ayase) - Pocket Monsters Mewtwo – Kakusei e no Prologue (Anna) - Monogatari Series: Second Season (Mayoi Hachikuji) - Log Horizon (Akatsuki) 2014 - Wake Up, Girls! (Mai Kondō) - Seitokai Yakuindomo* (Kaede Igarashi) - D-Frag! (Noe Kazama) - Nōrin (Wakadanna) - Hamatora (Hajime) | 2009 - Koe o Kikasete (Yui Yagisawa) - Hoshi no Negai o: Fantastic Cat (Riri) 2012 - Pukapuka Juju (Mika) - Gekijōban Mahō Shōjo Madoka Magica Kōhen: Eien no Monogatari (Kyubey) - Gekijōban Mahō Shōjo Madoka Magica Zenpen: Hajimari no Monogatari (Kyubey) 2013 - Gekijōban Mahō Shōjo Madoka Magika Shinpen: Hangyaku no Monogatari (Kyubey) 2007 - Coluboccoro (Suzu, Coluboccoro) 2008 - Lucky Star (Kagami Hiiragi) 2009 - Akaneiro ni Somaru Saka: Hardcore (Karen Ayanokōji) 2010 - Tokimeki Memorial 4: Original Animation – Hajimari no Finder (Itsuki Maeda) 2011 - Baka to Test to Shōkanjū – Matsuri (Hideyoshi Kinoshita, Yūko Kinoshita) 2012 - Moe Can Change! (Tomoe Kiyatake) - Hime Gal Paradise (Jewelry) |

## Diskografie

### Alben
| Jahr | Titel             | Höchstplatzierung, Gesamtwochen, AuszeichnungChartsChartplatzierungen (Jahr, Titel, Platzierungen, Wochen, Auszeichnungen, Anmerkungen) | Anmerkungen                                         |
| Jahr | Titel             | JP | Anmerkungen                                         |
| ---- | ----------------- | --- | --------------------------------------------------- |
| 2008 | Vivid             | JP87 (1 Wo.)JP | Erstveröffentlichung: 17. Dezember 2008 Studioalbum |
| 2009 | One Girl          | JP132 (1 Wo.)JP | Erstveröffentlichung: 2. September 2009 Studioalbum |
| 2010 | Jump!             | JP92 (1 Wo.)JP | Erstveröffentlichung: 6. Oktober 2010 EP            |
| 2012 | My Favorite Songs | JP51 (1 Wo.)JP | Erstveröffentlichung: 11. Januar 2012 Kompilation   |

### Singles
| Jahr | Titel Album | Höchstplatzierung, Gesamtwochen, AuszeichnungChartsChartplatzierungen (Jahr, Titel, Album, Platzierungen, Wochen, Auszeichnungen, Anmerkungen) | Anmerkungen                              |
| Jahr | Titel Album | JP | Anmerkungen                              |
| ---- | --- | --- | ---------------------------------------- |
| 2007 | Lucky Star Character Song Vol. 2: Kagami Hiiragi (Emiri Kato) –                                                                 | JP9 (8 Wo.)JP | Erstveröffentlichung: 5. September 2007  |
| 2008 | TV Anime "Akaneiro ni Somaru Saka" Ending Theme Character Song Series: Karen Ayanokouji (Emiri Kato) –                          | JP123 (1 Wo.)JP | Erstveröffentlichung: 26. November 2008  |
| 2009 | 嘘 Lie – | — | Erstveröffentlichung: 31. Juli 2009      |
| 2009 | Update – | JP100 (1 Wo.)JP | Erstveröffentlichung: 19. August 2009    |
| 2010 | Egao no Katachi / Fuwafuwa (笑顔のかたち / ふわふわ) –                                                                          | JP85 (1 Wo.)JP | Erstveröffentlichung: 3. Februar 2010    |
| 2010 | Washi to Song to Engekidamashii –                                                                                               | JP47 (2 Wo.)JP | Erstveröffentlichung: 26. Mai 2010       |
| 2011 | Yuru Yuri no uta shirīzu ♪ 05 kirai janai mon (uta: Ōmuro Sakurako / CV: Katō emiri) YuruYuri song series 05: kirai janai mon – | JP27 (3 Wo.)JP | Erstveröffentlichung: 21. September 2011 |
| 2012 | Yuru Yuri ♪♪ mi ~yu ~ji kku 07 ’kira ippai × suki-ippai’ –                                                                      | JP17 (2 Wo.)JP | Erstveröffentlichung: 19. September 2012 |
| 2015 | Yuru Yuri uta ♪ soro! 07 ’Sakurako ☆ in torode ~yu ̄’su’ / Ōmuro Sakurako (CV. Katō emiri) –                                     | JP55 (1 Wo.)JP | Erstveröffentlichung: 16. Dezember 2015  |